# Zhao Zhiqian

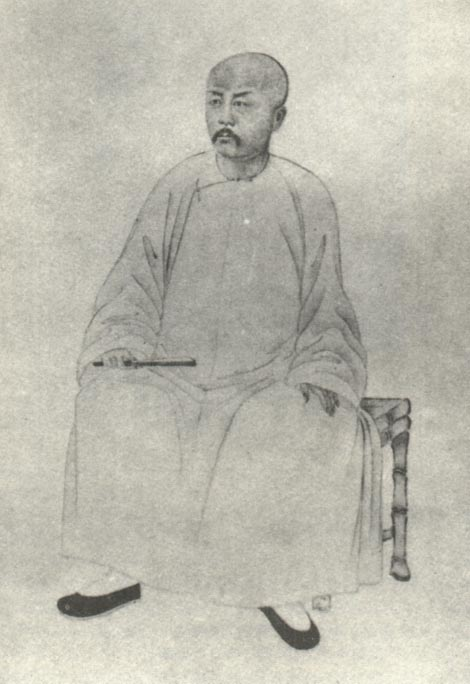
Portret van Zhao Zhiqian in Portretten van literati uit de Qing-periode (清代學者象傳; pinyin: Qīng dài xuézhě xiàng chuán) door Ye Gongchuo

Zhao Zhiqian (vereenvoudigd Chinees: 赵之谦; 1829–1884) was een Chinees kunstschilder, kalligraaf, schrijver, zegelsnijder en literator uit de late Qing-periode. Zijn omgangsnaam was Yifu (益甫) en zijn artistieke namen waren achtereenvolgens Lengjun (冷君), Huishu (撝叔) en Bei'an (悲盦).

## Biografie
Zhao Zhiqian werd geboren in een koopmansfamilie in Shaoxing, in de provincie  Zhejiang. In 1859 behaalde hij middels de provinciale examens de titel van juren. Zijn pogingen om een ambtelijke functie te krijgen werden echter verhinderd door de Taipingopstand. Zijn familie werd uiteen gedreven en een aantal van Zhao's kunstwerken ging verloren. Later trok Zhao naar Peking om deel te nemen aan het Chinees examenstelsel. Na een aantal mislukte pogingen gaf hij de examens op. Uiteindelijk kreeg hij in 1872 een post in de provincie Jiangxi.

## Werk

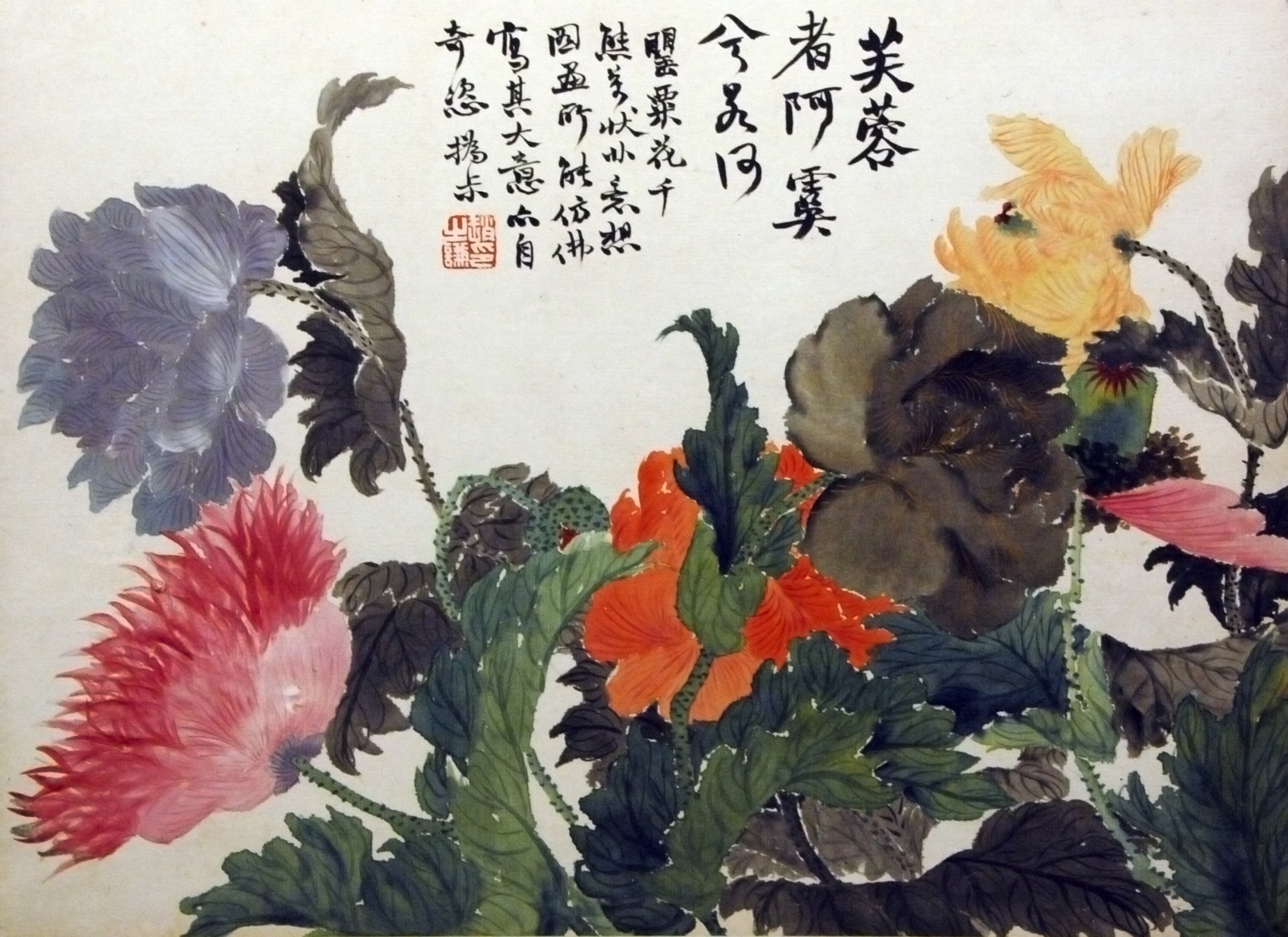
Albumblad uit het album Bloemen, afgerond in 1859

Zhao noemde zijn studio Yangshi qianyibaishijiu he zhai congsu, wat vertaald kan worden met "de studio waar naar boven kijkend 1729 kraanvogels zijn geobserveerd". Hij was een kunstschilder uit de Shanghai-school en was gespecialiseerd in abstracte vogel- en bloemschilderingen in gewassen inkt, die hij in krachtige penseelstreken uitvoerde.
Zhao was een veelzijdig kalligraaf en ontwikkelde een eigen versie van het klerkenschrift uit de Noordelijke Wei (386-534). Zijn gesneden zegels hadden een grote invloed op latere zegelsnijders als Wu Changshuo (1844–1927) en Qi Baishi (1864–1957). Zhao schreef diverse werken, waaronder de eerste Chinese verhandeling over snuiftabak, getiteld In vrije tijd verricht onderzoek in het rijk van Yonglu, de god van de neus.
- Bibliothèque nationale de France: cb17183475p (data)
- CiNii: DA04487268
- Gemeinsame Normdatei: 14212639X
- International Standard Name Identifier: 0000 0000 8423 8585
- Library of Congress Control Number: n80145639
- Bibliotheek van het Japanse parlement: 00317892
- Nederlandse Thesaurus van Auteursnamen: 159600669
- LIBRIS: 301396
- Système universitaire de documentation: 179035738
- Trove: 1319551
- Union List of Artist Names: 500328531
- Virtual International Authority File: 8696021
- WorldCat: E39PBJymyG94My8TfV9wB4tBT3